# The Neverhood
The Neverhood je adventura z roku 1996. Autorem je The Neverhood, Inc., distributorem DreamWorks Interactive, hlavním animátorem Doug TenNapel. Díky unikátní animaci, svérázným postavám a neobvyklému soundtracku si hra získala řadu fanoušků. Scény byly vytvářeny animací modelů z plastelíny. Neverhood je relativně náročná hra s řadou složitějších hádanek (doporučený věk se udával 17 a více let), avšak díky „modelínovému“ pojetí byla hra oblíbena také u menších dětí. Z neznámých příčin se hra i přes velmi kladné ohlasy nestala bestsellerem. Je k nalezení i na seznamu nedoceněných her Microsoftu.
Později vyšlo pokračování pro PlayStation, arkádová hra Skullmonkeys. V září 2015 vyšel duchovní nástupce Neverhooda, který je vyvíjen mnoha členy stejného týmu, název hry je „Armikrog“.

## Postavy

### Klaymen
Klaymen, za něhož hráč hraje, je roztomilá komická postavička se zvláštním stylem chůze. Z děje vyplyne, že byl stvořen Hoborgem a Willie mu dopomohl k přežití. Ačkoli vypadá naivně a možná i hloupě, drží ve svých rukou osud celého Neverhoodu a je jen na něm (na hráči), jestli se stane krutovládcem nebo vrátí svému světu mír.

### Hoborg
Hoborg je pánem a stvořitelem světa Neverhood. Dokáže vykonat velké činy, jako třeba stvořit nové obyvatele. Jeho první syn Klogg jej však zradí a ukradne mu korunu a spolu s ní i veškerou moc nad Neverhoodem.

### Klogg
Klogg je prvním synem Hoborga, a již při svém stvoření je upozorněn na skutečnost, že může v Neverhoodu užívat všeho kromě Hoborgovy koruny, která ho však láká nejvíce. Ukradne ji a stane zlým vládcem Neverhoodu.

### Willie Trombone
Willie je Klaymenovým průvodcem po Neverhoodu a také jeho přítelem. Je trochu hloupý a o tento fakt se opírá několik vtipných scén. Je jedním ze 7 synů Ottoborga, ale jelikož nedokáže svět Neverhood zachránit sám, spoléhá na Klaymena.

## Historie světů
Ve hře se nachází dlouhá chodba s popsanou zdí, která funguje jako kronika všech světů z příběhu (Neverhood je jen jedním z nich). Rozšiřuje tak příběh hry o mnohem spletitější historii, která popisuje mimo jiné třeba zrod Hoborga a Willieho.